# SenseLock
SenseLock — электронный ключ, предназначенный для защиты программного обеспечения от нелегального копирования.
Ключ SenseLock был разработан в 2002 году компанией «SenseLock Data Security Centre».
В основе ключа содержится ядро смарт-карты компании NXP (Philips), сертифицированное по стандарту EAL5+

## Основные функции ключей SenseLock
- Выполнение программ (до 10 000 строк кода), написанных на языке Си, внутри электронного ключа.
- Встроенные в электронный ключ алгоритмы шифрования RSA-1024, DES, Triple DES, а также алгоритм хеширования SHA1 (существует также реализация AES для ключей, доступная по запросу).
- Встроенные часы реального времени в моделях SenseLock EL-RTC
- Возможность работы без установки дополнительных драйверов в USB HID режиме.
- Возможность работы под Linux (без дополнительных драйверов)
- Возможность безопасного удаленного обновления содержимого ключа

## Аналоги
- Guardant Code
- Sentinel HASP